# Soyuz 8
Soyuz 8 fue una misión tripulada de una nave Soyuz 7K-OK lanzada el 13 de octubre de 1969 desde el cosmódromo de Baikonur con dos cosmonautas a bordo.
La misión de Soyuz 8 fue reunirse en el espacio con las misiones Soyuz 6 y Soyuz 7, probar los sistemas de la nave y técnicas de maniobra en el espacio entre tres naves y realizar experimentos médicos y biológicos. Debería haberse acoplado con Soyuz 7 y realizar una transferencia de tripulaciones mientras la Soyuz 6 filmaba el proceso, pero debido a un fallo en la electrónica del sistema de encuentro y acoplamiento automáticos (común a las tres naves) no se pudo realizar la maniobra.
La Soyuz 8 reentró el 18 de octubre de 1969, siendo recuperada sin problemas.

## Tripulación
- Vladimir Shatalov (Comandante)
- Aleksei Yeliseyev (Ingeniero de vuelo)

## Tripulación de respaldo
- Andrián Nikoláyev (Comandante)
- Vitali Sevastyanov (Ingeniero de vuelo)